# Кубок Еміра Катару з футболу 2022
Кубок Еміра Катару з футболу 2022 — 50-й розіграш головного кубкового футбольного турніру у Катарі. Титул володаря кубка вчетверте здобув Ад-Духаїль.

## Календар
| Раунд            | Дата              | Матчі | Клуби   |
| ---------------- | ----------------- | ----- | ------- |
| Попередній раунд | 14 січня 2022     | 1     | 17 → 16 |
| 1/8 фіналу       | 13-16 лютого 2022 | 8     | 16 → 8  |
| 1/4 фіналу       | 5-6 березня 2022  | 4     | 8 → 4   |
| 1/2 фіналу       | 14 березня 2022   | 2     | 4 → 2   |
| Фінал            | 18 березня 2022   | 1     | 2 → 1   |

## Попередній раунд
| Команда 1         | Рахунок      | Команда 2      |
| ----------------- | ------------ | -------------- |
| 14 січня 2022     |              |                |
| Аль-Месаймеер (2) | 2:2 пен. 4:5 | Аль-Мархія (2) |

## 1/8 фіналу
| Команда 1      | Рахунок | Команда 2        |
| -------------- | ------- | ---------------- |
| 13 лютого 2022 |         |                  |
| Ас-Садд        | 1:0     | Аль-Муайдар (2)  |
| Катар СК       | 2:1     | Аль-Шамаль       |
| 14 лютого 2022 |         |                  |
| Аль-Аглі       | 3:0     | Аль-Мархія (2)   |
| Аль-Арабі      | 0:2     | Ас-Сайлія        |
| 15 лютого 2022 |         |                  |
| Ад-Духаїль     | 4:2     | Аль-Хор (3)      |
| Ар-Райян       | 1:0     | Умм-Салаль       |
| 16 лютого 2022 |         |                  |
| Аль-Гарафа     | 4:0     | Аль-Харітіят (2) |
| Аль-Вакра      | 3:1     | Аш-Шаханія (2)   |

## 1/4 фіналу
| Команда 1      | Рахунок      | Команда 2  |
| -------------- | ------------ | ---------- |
| 5 березня 2022 |              |            |
| Ас-Садд        | 4:0          | Аль-Аглі   |
| Ар-Райян       | 3:3 пен. 4:5 | Аль-Вакра  |
| 6 березня 2022 |              |            |
| Ас-Сайлія      | 1:4          | Ад-Духаїль |
| Катар СК       | 1:2          | Аль-Гарафа |

## 1/2 фіналу
| Команда 1       | Рахунок | Команда 2  |
| --------------- | ------- | ---------- |
| 14 березня 2022 |         |            |
| Аль-Гарафа      | 4:1     | Аль-Вакра  |
| Ас-Садд         | 2:3     | Ад-Духаїль |

## Фінал
| 18 березня 2022 18:00 (EEST) |

| Ад-Духаїль                                                  | 5:1      | Аль-Гарафа   |
| ----------------------------------------------------------- | -------- | ------------ |
| Едмілсон Жуніор 5' Олунга 18' Алі 52' Сассі 58' Мустафа 85' | Протокол | Алаелдін 53' |

| Халіфа, Доха Арбітр: Абдулхаді Аль-Руайле |